# Euparkerella cochranae
Espèce
Statut de conservation UICN

 LC  : Préoccupation mineure
Euparkerella cochranae est une espèce d'amphibiens de la famille des Craugastoridae.

## Répartition
Cette espèce est endémique de l'État de Rio de Janeiro au Brésil. Elle se rencontre jusqu'à 600 m d'altitude dans les municipalités de Magé, de Casimiro de Abreu, de Silva Jardim.

## Étymologie
Cette espèce est nommée en l'honneur de Doris Mable Cochran.

## Publication originale
- Izecksohn, 1988 : Algumas consideracoes sobre o genero Euparkerella, com a descricao de tres novas especies (Amphibia, Anura, Leptodactylidae). Revista Brasileira de Biologia, vol. 48, no 1, p. 59-74.